# Tüßling
Tüßling là một đô thị ở huyện Altötting bang Bayern nước Đức. Đô thị Tüßling có diện tích 19,57 km², dân số thời điểm ngày 31 tháng 12 năm 2006 là 3148 người.